# 660 Crescentia
A 660 Crescentia egy a Naprendszer kisbolygói közül, amit Joel Hastings Metcalf fedezett fel 1908. január 8-án.